# Tazajera
Tazajera är en ort i Mexiko.   Den ligger i kommunen Tantoyuca och delstaten Veracruz, i den sydöstra delen av landet, 230 km nordost om huvudstaden Mexico City. Tazajera ligger 166 meter över havet och antalet invånare är 150.
Terrängen runt Tazajera är platt. Runt Tazajera är det ganska tätbefolkat, med 72 invånare per kvadratkilometer. Närmaste större samhälle är Tantoyuca, 15,6 km nordväst om Tazajera. Trakten runt Tazajera består till största delen av jordbruksmark.